# Ammoconia transcaucasica
Ammoconia transcaucasica là một loài bướm đêm trong họ Noctuidae.